# 2 de l'Ossa Major
2 de l'Ossa Major (2 Ursae Majoris) és un estel a la constel·lació de l'Ossa Major. De magnitud aparent +5,46, s'hi troba a 153 anys llum del sistema solar.
2 Ursae Majoris és un estel blanc de tipus espectral A2m amb una temperatura superficial de 7.918 K. És un estel amb línies metàl·liques —d'aquí la «m» en el seu tipus espectral— i, com és característic d'aquests estels, rota lentament, sent la seva velocitat de rotació projectada de 11,6 km/s. Molts dels estels Am són binaris i s'ha especulat que també 2 Ursae Majoris puga ser-ho. La seva massa equival a 1,80 masses solars i té una edat de 770 milions d'anys. Pot ser un estel lleugerament variable, sent la seva amplitud de variació de només 0,02 magnituds.
2 Ursae Majoris té, com altres estels Am, una composició elemental anòmala. Certs elements com a sodi, bari i ferro són sobreabundosos ([Fe/H] = +0,21) però uns altres presenten nivells notablement baixos. És el cas del calci, l'abundància relativa del qual amb prou feines aconsegueix el 9% de l'existent en el Sol ([Ca/H] = -1,02), la tercera més baixa entre 122 estels de tipus A estudiats.